# Scissor Sisters
Scissor Sisters är en amerikansk pop-/rockgrupp med tydliga influenser av New Yorks gayklubbkultur. Gruppen har släppt fyra studioalbum och har sedan 2012 tagit en paus på obestämd tid. 

## Historik

### Medlemmar
Gruppen bildades av sångaren Jake Shears (född Jason Sellards) och keyboardisten och basgitarristen Babydaddy (född Scott Hoffman) 2001. De övriga medlemmarna är sångerskan Ana Matronic (född Ana Lynch) och gitarristen Del Marquis (född Derek Gruen). Tidigare ingick trummisen Paddy Boom (född Patrick Secord) i konstellationen, men denne lämnade gruppen officiellt hösten 2008, men han hade inte medverkat på scenen under gruppens turnéer de då senaste 18 månaderna. Paddy Boom ersattes på scenen av trummisen Randy Real. 

### Namn
2001 hade gruppen bildats under namnet Dead Lesbian and the Fibrillating Scissor Sisters, men det förkortades senare till enbart Scissor Sisters. Namnet kommer från en lesbisk samlagsställning, även kallad scissors kissing eller tribadism.

### Framgångar
2004 fick gruppen en stor hit med en cover på Pink Floyds Comfortably Numb. Deras hittills mest framgångsrika låt kom 2006; I Don't Feel Like Dancin', vilken Jake Shears och Babydaddy skrev tillsammans med Elton John. Singeln blev etta i bl.a. Storbritannien, Australien, Norge och Sverige (sålde platina) och tvåa i USA och Finland. I Storbritannien låg singeln kvar på försäljningslistan i 27 veckor och var den fjärde bäst sålda singeln där under 2006.

## Diskografi

### Album
- 2004 – Scissor Sisters
- 2004 – Remixed! (limited edition)
- 2006 – Ta-Dah
- 2010 – Night Work
- 2012 – Magic Hour

### Singlar
- 2002 – "Electrobix"
- 2003 – "Laura"
- 2004 – "Comfortably Numb"
- 2004 – "Take Your Mama"
- 2004 – "Laura" (nysläppt)
- 2004 – "Mary"
- 2005 – "Filthy/Gorgeous"
- 2006 – "I Don't Feel Like Dancin'"
- 2006 – "Land of a Thousand Words"
- 2007 – "She's My Man"
- 2007 – "Kiss You Off"
- 2007 – "I Can't Decide"
- 2010 – "Fire with Fire"
- 2010 – "Any Which Way"
- 2010 – "Invinsible Light"
- 2012 – "Only The Horses"
- 2012 – "Shady Love"
- 2012 – "Baby Come Home"
- 2012 – "Let's Have A Kiki"

### DVD-skivor
- 2004 – We Are Scissor Sisters... And So Are You
- 2005 – Live 8
- 2007 – Hurrah! A Year of Ta-Dah